# Şamlar, Başakşehir
Şamlar là một xã thuộc huyện Başakşehir, tỉnh Istanbul, Thổ Nhĩ Kỳ. Dân số thời điểm năm 2010 là 3.448 người.